# The Ride
A The Ride (magyarul: Az utazás) Rafał lengyel énekes dala, mellyel Lengyelországot képviselte a 2021-es Eurovíziós Dalfesztiválon Rotterdamban. A dalt belső kiválasztás során nyerte el a dalversenyen való indulás jogát.

## Eurovíziós Dalfesztivál
2021. március 12-én vált hivatalossá, hogy az lengyel műsorsugárzó Rafał alábbi dalát választotta ki az ország képviseletére a következő Eurovíziós Dalfesztiválon. A versenydalt aznap mutatták be a Pytanie na Śniadanie elnevezésű reggeli műsorban.
Az Eurovíziós Dalfesztiválon a dalt először a május 20-án rendezett második elődöntőben adják elő, a fellépési sorrendben hatodikként, az osztrák Vincent Bueno Amen című dala után és a moldáv Natalia Gordienko Sugar című dala előtt. Az elődöntőben a nézői szavazatok és a nemzetközi zsűrik pontjai alapján nem került be a dal a május 22-én megrendezésre került döntőbe. Összesítésben 35 ponttal a 14. helyen végzett.